# Żydzi chazarscy

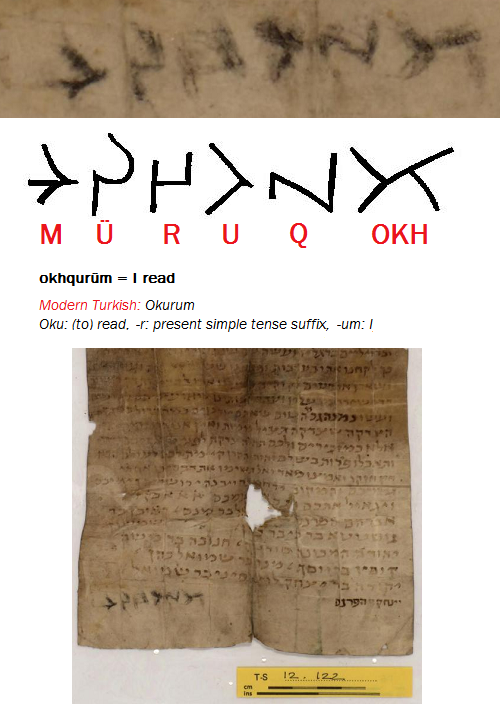
Zdjęcie pergaminowego Listu Kijowskiego z angielskim tłumaczeniem.

Żydzi chazarscy, żydzi wschodnioeuropejscy, żydzi ruscy – wyznawcy judaizmu rabinicznego mieszkający początkowo w państwie Chazarów, od IX–X wieku obecni na Rusi Kijowskiej, a od XII wieku osiedlający się na stałe także w granicach Litwy i Polski.

## W Chazarii
Od VII wieku liczni zbiegowie żydowscy z niedalekiego perskiego imperium Sasanidów oraz Bizancjum osiedlali się na południu Chazarii, głównie na Krymie, Półwyspie Tamańskim i Kaukazie, mieszając się z tubylcami, co powodowało stopniowe zapominanie dawnych praw i obyczajów. W VIII wieku pozostało z nich jedynie obrzezanie oraz świętowanie soboty. Ponadto przez to państwo przechodziły ważne szlaki handlowe, po których poruszali się żydowscy kupcy, korzystający z szerokiej sieci współwyznawców osiedlonych na ich trasie w Europie. Okoliczności i społeczny zasięg judaizacji Kaganatu Chazarskiego są zagadkowe i dość zawikłane. Pierwszy etap konwersji odbył się w latach 786–809, za panowania Bulana. Początkowo objął tylko warstwę przywódczą z otoczeniem kagana, podobnie jak w innych państwach na podobnym poziomie rozwoju społeczno-politycznego, np. na Morawach (833), w Bułgarii (866), w Polsce (966), na Węgrzech (973) czy Rusi (988). Było to wydarzenie wielkiej wagi, ze względu na to, że w historii nie odbyło się nigdy wcześniej wprowadzenie religii jako państwowej w kraju tak wielkim i znaczącym w Europie, jeżeli była dyskredytowana i prześladowana w sąsiednich państwach. Drugi etap przypada na lata 900–920, kiedy w procesie centralizacji państwa, organizowania nowego systemu rządów i instytucjonalizowania religii, została ona wprowadzona przymusowo i spowodowała bunt prowincjonalnych władców (kaganat był federacją wielu plemion) oraz przedstawicieli innych wyznań: pogan, muzułmanów i chrześcijan. W latach 20. X w. rozgorzała okrutna wojna domowa, która pomimo tego, że została wygrana przez kagana i skończyła się utwierdzeniem nowych porządków, była początkiem końca tego kraju. Niedobitki siedmiu plemion zbuntowanej części ludności chazarskiej (tzw. Kabarowie, Chabarowie lub Kozarowie) uszła do koczujących w granicach państwa chazarskiego Madziarów, a na północy rozpoczynała się ekspansja Rusinów.

## Na Rusi Kijowskiej
Żydzi chazarscy pojawili się w trakcie procesu powstawania Rusi na ziemiach Słowian wschodnich w roku 885, w wyniku oderwania przez księcia Olega Mądrego części ziem Kaganatu Chazarskiego: Polan kijowskich, Wiatyczów, Siewierzan, Radymiczów i Krywiczów. Jego następca Igor Rurykowicz przyłączył plemiona Tywerców i Uliczów, a jego syn Światosław I w 965 roku ostatecznie rozbił Chazarów i zburzył ich stolicę rozciągając swoje panowanie aż nad Morze Azowskie. Na zajętych terytoriach istniało stałe osadnictwo żydów chazarskich i Rusini, zajmując dany rejon, przejmowali je pod swoje panowanie.
Żydzi chazarscy byli później obecni na terenie całej Rusi. Według Nestora, przed przyjęciem chrześcijaństwa przez Włodzimierza Wielkiego w 988 roku usiłowali namówić go na przyjęcie judaizmu jako religii państwowej. Wielki książę Światopełk sprzyjając rozwojowi kupiectwa, brał pod swoją opiekę chazarskich żydów przybywających z Krymu. W roku 1113 lub 1124 odbyły się pierwsze pogromy żydów w Kijowie, a w 1158 zostali z niego wygnani przez Włodzimierza Monomacha, za nadużycia przy lichwie. Podbój Rusi przez Mongołów zmusił do emigracji część ruskich żydów do Halicza, na tereny dzisiejszej Białorusi i Litwy. Za czasów panowania mongolskiego, a później tatarskiego w XIII–XV wieku zajmowali się nie tylko lichwą i handlem, ale także zbieraniem podatków. Ślady ich migracji z Rusi do Polski i na Litwę możemy prześledzić patrząc na wędrówki karaimów zwanych też karaitami.

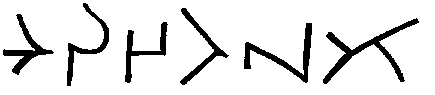
Podpis tureckim pismem runicznym na Liście Kijowskim.

Posługiwali się językiem chazarskim równocześnie z hebrajskim, czego dowodem jest odnaleziony w 1962 roku w genizie kairskiej, tzw. List Kijowski lub List Golbena (od nazwiska profesora Uniwersytetu w Chicago – Normana Golba), opublikowany w 1982 roku. To pergaminowe pismo rekomendacyjne, napisane po hebrajsku przez zwierzchników gminy żydowskiej w Kijowie, zostało oznaczone lub podpisane chazarskimi runami oznaczającymi słowo przeczytałem lub czytałem (hoqurüm). Hipotetyczne imiona żydów podpisujących po hebrajsku dokument to: Gostata (GWSTT), Kyabar (KYBR), Manas, Manar i Kofin uważane są przez część naukowców za chazarskie w sensie językowym. Większość uczonych datuje jego napisanie na około 930 rok. Jest to jedyny istniejący zabytek piśmiennictwa chazarskiego, a jednocześnie dowód dość szerokiego zasięgu judaizmu wśród Chazarów. Nie można jednoznacznie stwierdzić, czy
chazarscy żydzi to sturczeni Żydzi, czy też zjudaizowani Turcy.

## W Wielkim Księstwie i późniejszej Rzeczypospolitej
Żydzi chazarscy, a dla Litwinów właściwie już zapewne żydzi ruscy, gdyż stamtąd przybywali, pojawili się przed 1171 rokiem w Ejszyszkach niedaleko Wilna. Świadczy o tym odnaleziona w 1798 roku macewa z datą śmierci jednego z nich. W tym czasie zaczęli osiedlać się też w Grodnie, Brześciu, Włodzimierzu, Trokach i Łucku. Ze względu na bardzo niski poziom oświaty wśród nich, zajmowali się tam wyłącznie drobnym handlem i lichwiarstwem. Uciskani i prześladowani przez pogańskich Litwinów, tłumnie emigrowali do Polski, wyludnionej z powodu powtarzających się mongolskich napaści. Często zdarzało się, że wracali na Litwę w postaci brańców wojennych-niewolników. Za panowania Giedymina mieli już swoje oddzielne getto w Wilnie zwane czarnym miastem. Wspominają o nich dokumenty żydowskie z 1356 roku, a już w 1388 roku, w Łucku, wielki książę Witold nadał wszystkim żydom zamieszkującym podległe mu ziemie oddzielny statut, tzw. przywilej lwowski, uzupełniony później przez Aleksandra Jagiellończyka o obowiązek dostarczenia 1000 konnych zbrojnych. Obowiązek ten został zniesiony przez Zygmunta Starego w Mielniku w 1514 roku.

## Na ziemiach polskich
Najstarsza stała chazarsko-żydowska wspólnota istniała krótko w Przemyślu około 1069 roku na terenie Grodów Czerwieńskich, będących w posiadaniu Bolesława Śmiałego. Została wspomniana przez żydowskiego pisarza Jehudę ha-Kohena z Moguncji, który napisał, że wszystkich jej mieszkańców uprowadzili nieznani napastnicy. Żydzi ruscy pojawiali się w Polsce w latach 1113 i 1124 zmuszeni do ucieczki z Kijowa przez rozruchy miejskie, a także po ich wygnaniu z tego miasta w roku 1158, lecz po kilku latach częściowo zawsze tam wracali. W XIII wieku, w wyniku najazdu imperium mongolskiego, nastąpiła kolejna migracja ruskich żydów w granice Polski, a kiedy Kazimierz III Wielki w wojnie o księstwo halicko-włodzimierskie w 1349 roku zajął Lwów i Przemyśl, zastał tam dwie stałe gminy rusko-żydowskie. Nadał im też, na ich życzenie, tzw. przywilej lwowski w 1356 roku oparty na prawie magdeburskim, który odróżnił na krótki okres żydów wschodnioeuropejskich od zachodnioeuropejskich, posiadających statut kaliski. W roku 1364 przywilej ten zmodernizowano na prośbę ruskich żydów ze Lwowa na podstawie przywileju bolesławowskiego i od tego momentu wszelkie różnice między żydami w Polsce uległy zatarciu, tym bardziej że liczba wyznawców judaizmu była dość nieznaczna i stale się zmniejszała, np. w wieku XVI początkowo szacuje się ich liczbę na ok. 25–30 tys. ludzi, w roku 1579 ich liczbę obliczono na podstawie płaconego podatku pogłównego na 13 tys., a w latach 1613–1630 zaledwie 3000 osób w całej Rzeczypospolitej Obojga Narodów.